# Campeonato Asiático de Judo de 2003
El XVI Campeonato Asiático de Judo se celebró en Ciudad de Jeju (Corea del Sur) entre el 31 de octubre y el 1 de noviembre de 2003 bajo la organización de la Unión Asiática de Judo.
En total se disputaron dieciséis pruebas diferentes, ocho masculinas y ocho femeninas.

## Resultados

### Masculino
| Evento            | Oro                                 | Plata                          | Bronce                                                            |
| ----------------- | ----------------------------------- | ------------------------------ | ----------------------------------------------------------------- |
| –60 kg            | Jashbaataryn Tsagaanbaatar Mongolia | Sanjar Zokirov Uzbekistán      | Tatsuaki Egusa Japón Akram Shah India                             |
| –66 kg            | Jung Bu-Kyung Corea del Sur         | Gantömöriin Dashdavaa Mongolia | Yerlan Slyambayev · Kazajistán · Yusef Karimian · Irán            |
| –73 kg            | Lee Won-Hee Corea del Sur           | Yusuke Kanamaru Japón          | Damdiny Süldbayar Mongolia Shokir Muminov Uzbekistán              |
| –81 kg            | Damdinsürenguiin Nyamjüü Mongolia   | Kwon Young-Woo Corea del Sur   | Reza Chahjandagh Irán Takashi Ono Japón                           |
| –90 kg            | Yuta Yazaki Japón                   | Choi Sun-Ho Corea del Sur      | Tsend-Ayuushiin Ochirbat Mongolia Viacheslav Pereteyko Uzbekistán |
| –100 kg           | Asjat Zhitkeyev · Kazajistán        | Jang Sung-Ho Corea del Sur     | Takeo Shoji Japón Batjargalyn Odjüü Mongolia                      |
| +100 kg           | Abdullo Tangriyev Uzbekistán        | Kota Ueguchi Japón             | Kim Sung-Beom · Corea del Sur · Yeldos Ijsangaliyev · Kazajistán  |
| Categoría abierta | Daisuke Mori Japón                  | Choi Young-Hwan Corea del Sur  | Mahmud Reza Miran · Irán · Yeldos Ijsangaliyev · Kazajistán       |

### Femenino
| Evento            | Oro                         | Plata                           | Bronce                                                        |
| ----------------- | --------------------------- | ------------------------------- | ------------------------------------------------------------- |
| –48 kg            | Kim Young-Ran Corea del Sur | Kayo Kitada Japón               | Gao Lijuan China Zinura Djuraeva Uzbekistán                   |
| –52 kg            | Kim Kyung-Ok Corea del Sur  | Aiko Sato Japón                 | Anita Chanu India Ying Li China                               |
| –57 kg            | Kie Kusakabe Japón          | Jishigbatyn Erdenet-Od Mongolia | Jung Hae-Mi Corea del Sur Yang Hsien-Tzu China Taipéi         |
| –63 kg            | Yoshie Ueno Japón           | Lee Bok-Hee Corea del Sur       | Wang Chin-Fang China Taipéi Tan Fafang China                  |
| –70 kg            | Hitomi Kaiyama Japón        | Bae Eun-Hye Corea del Sur       | Liu Shu-Yun China Taipéi Wang Juan China                      |
| –78 kg            | Mizuho Matsuzaki Japón      | Varvara Massyagina · Kazajistán | Dorjgotovyn Tserenjand Mongolia Lee So-Yeon Corea del Sur     |
| +78 kg            | Liu Huanyuan China          | Choi Sook-Ie Corea del Sur      | Erdene-Ochiryn Dolgormaa Mongolia Miyuki Tokuda Japón         |
| Categoría abierta | Jia Xueying China           | Kei Eguchi Japón                | Erdene-Ochiryn Dolgormaa Mongolia Lee Hsiao-Hung China Taipéi |

## Medallero
| Núm. | País          | Oro | Plata | Bronce | Total |
| ---- | ------------- | --- | ----- | ------ | ----- |
| 1    | Japón         | 6   | 5     | 4      | 15    |
| 2    | Corea del Sur | 4   | 7     | 3      | 14    |
| 3    | Mongolia      | 2   | 2     | 6      | 10    |
| 4    | China         | 2   | 0     | 4      | 6     |
| 5    | Kazajistán    | 1   | 1     | 3      | 5     |
| 5    | Uzbekistán    | 1   | 1     | 3      | 5     |
| 7    | China Taipéi  | 0   | 0     | 4      | 4     |
| 8    | Irán          | 0   | 0     | 3      | 3     |
| 9    | India         | 0   | 0     | 2      | 2     |
|      | TOTAL         | 16  | 16    | 32     | 64    |